# West India Quay (DLR)
West India Quay (en anglais : West India Quay DLR Station), est une station, de la branche sud, de la ligne de métro léger automatique Docklands Light Railway (DLR), en zone 2 Travelcard. Elle  est située sur la Hertsmere Road à Canary Wharf dans le borough londonien de Tower Hamlets sur le territoire du Grand Londres.
La station dessert le Museum of London Docklands (en) situé à proximité.

## Situation sur le réseau

Plan de la ligne du métro léger DLR.

Située en aérien, West India Quay est la première station de la branche sud de la ligne de métro léger Docklands Light Railway. Station de bifurcation, elle est établie : après la station Westferry , en direction des terminus ouest de Bank ou Tower Gateway, et également après le nœud ferroviaire de Poplar ; elle est suivie de la station Heron Quays, en direction du terminus sud Lewisham,. Elle est en zone 2 Travelcard.
La station dispose de deux lignes de chacune deux voies qui encadrent deux quais centraux, numérotées 1/2 et 3/4. En amont,  des appareils de voies permettent des passages d'une ligne à l'autre.

## Histoire
La station West India Quay est mise en service le 31 août 1987 par le Docklands Light Railway lorsqu'il ouvre la section de Stratford à Island Gardens,. La station est fermée de novembre 1991 à juin 1993 pour la réalisation d'un important chantier consistant à doubler le nombre de plateformes qui passe de deux à quatre.
Le 29 octobre 2007 se termine le chantier de changement de la verrière, débuté en mars, d'un coût de 1,85 million de livres.
En 2016, la fréquentation de la station est de 1,357 million d'utilisateurs.

## Services aux voyageurs

### Accès et accueil
La station est accessible par la Hertsmere Road.

### Desserte
West India Quay est desservie par les rames des relations Stratford - Canary Wharf, ou Lewisham aux heures de pointe, et Bank - Lewisham,.

Installations et desserte
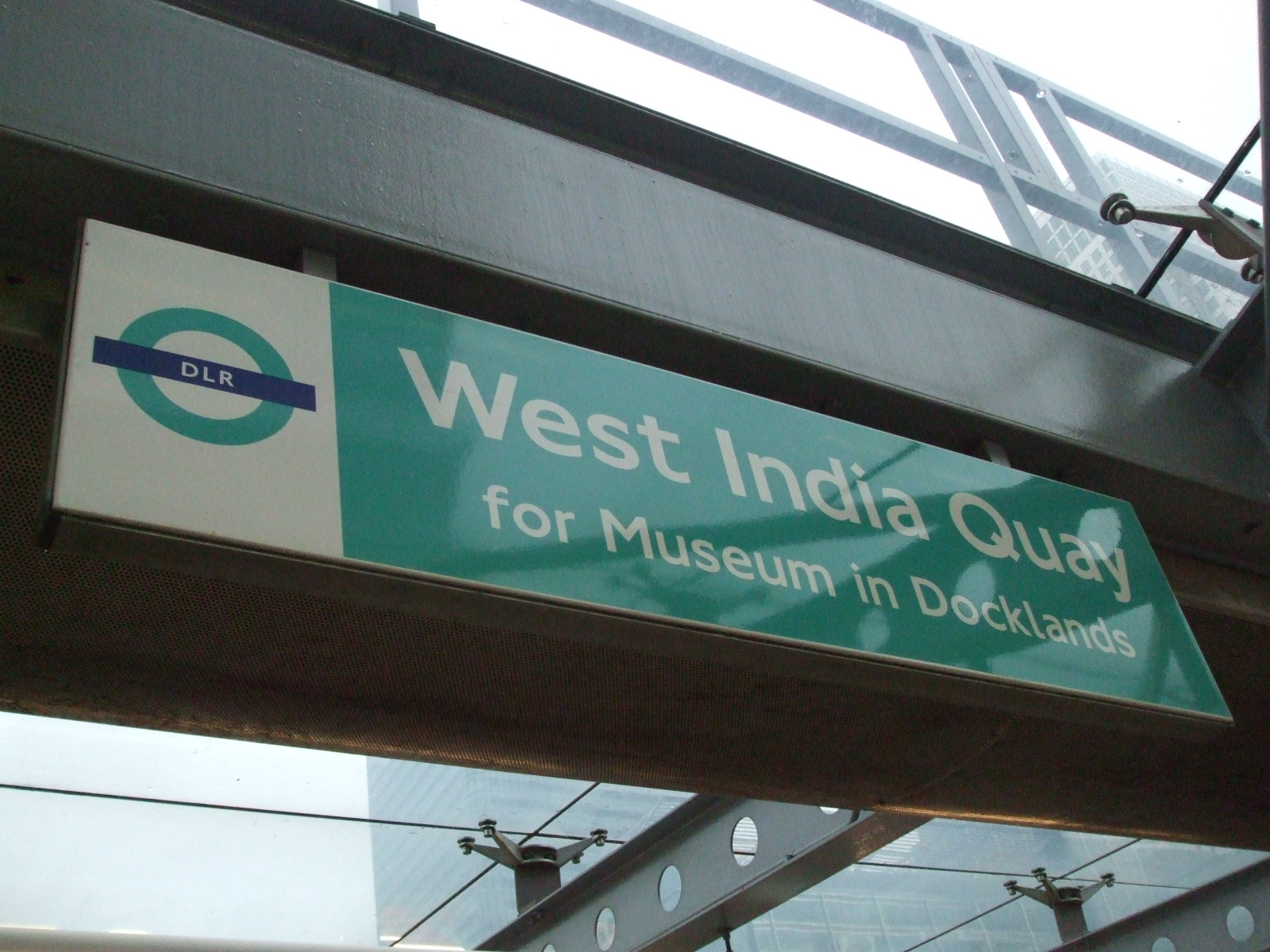
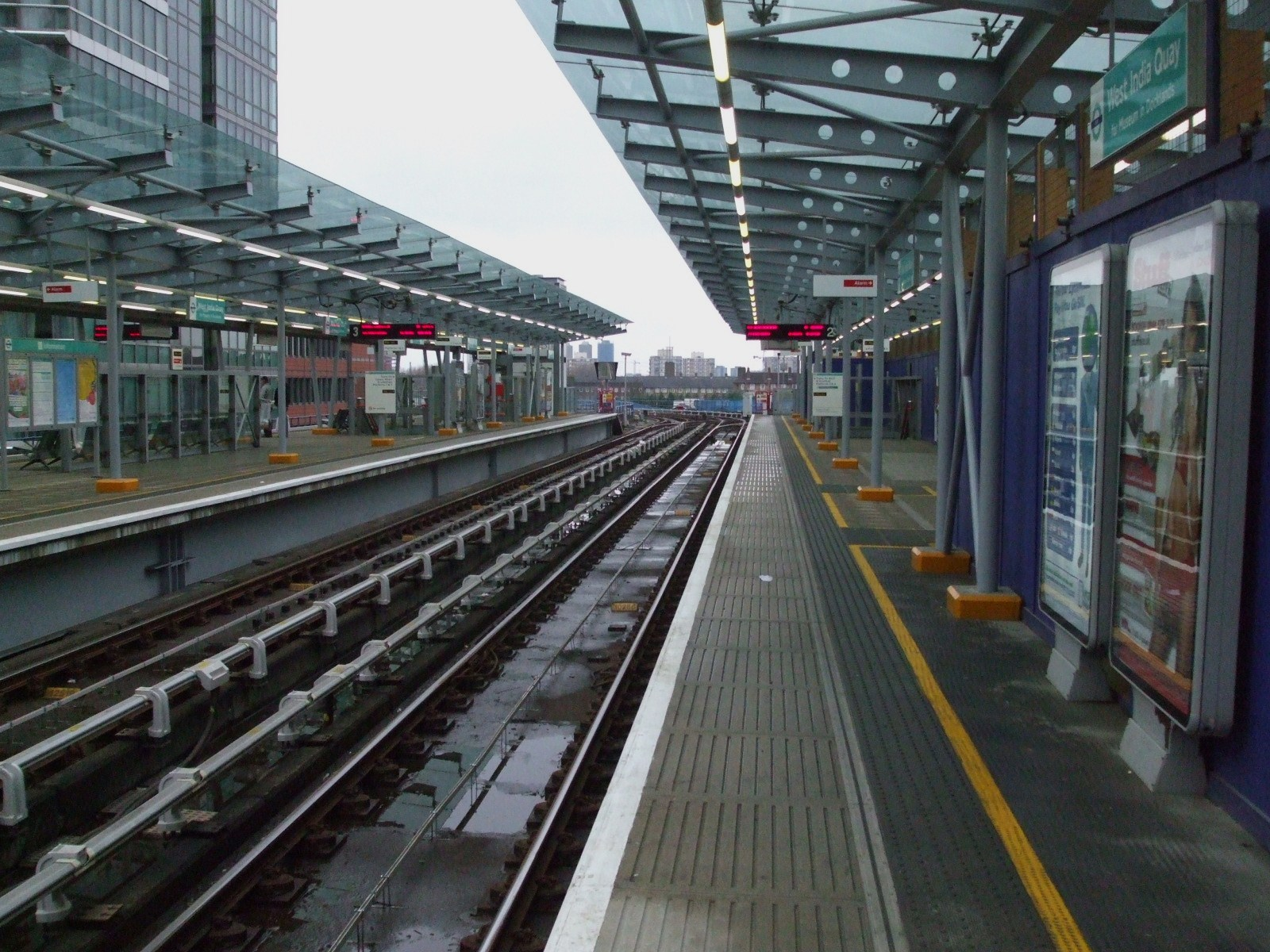
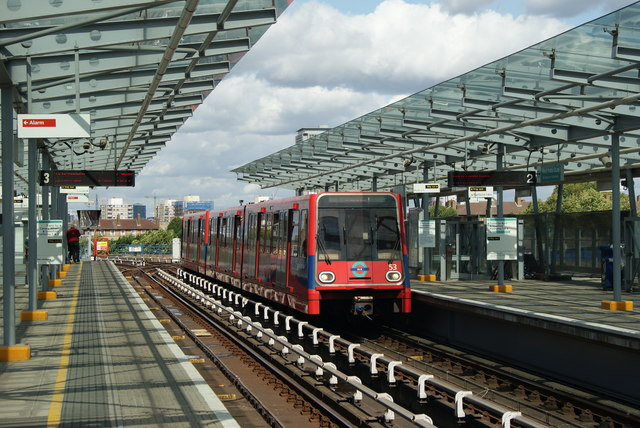

### Intermodalité
Il n'y a pas d'arrêts des autobus de Londres à proximité.

## À proximité
- Canary Wharf
- Museum of London Docklands (en)